# Beren Erchamion
Beren is een Mens uit de denkbeeldige wereld van J.R.R. Tolkien en een van de sleutelfiguren uit de Silmarillion.

## Berens geschiedenis
Beren werd geboren als zoon van Barahir en Emeldir. Nadat zijn vader werd vermoord, leefde Beren een tijd in de wildernis. Toen hij de wanhoop nabij was, trok hij Doriath binnen, en zag daar Lúthien, dochter van Thingol en Melian de Maia dansen. Hij was verbaasd door haar ongeëvenaarde schoonheid en noemde haar in zichzelf Tinúviel, nachtegaal. Hij riep haar bij de naam die hij zelf had verzonnen maar ze verdween uit zijn zicht. Uiteindelijk, zag hij haar nog eens weer en dit keer bleef ze wel staan, en ze leidde hem naar haar vader Thingol. In Menegroth, het paleis van Thingol, vroeg hij de koning of hij mocht trouwen met zijn dochter. Thingol, die wist dat dat betekende dat Lúthien dan haar onsterfelijkheid moest opgeven, wilde het niet en legde Beren daarom een levensgevaarlijke proef op die hij vrijwel nooit zou kunnen overleven: het roven van een van de drie Silmarillen uit de ijzeren kroon van Morgoth.
Aldus vertrok hij naar Angband, Morgoths donkere vesting. Zijn route liep echter voorbij het eiland Tol-in-Gaurhoth, het eiland van de weerwolven, waar Sauron nu heerste nadat hij het had veroverd, want op het eiland van de weerwolven stond de toren Minas Tirith, gebouwd door Finrod Felagund. Hij werd echter gevangengenomen door Sauron, en met hem ving Sauron Finrod Felagund, want Finrod vergezelde hem. Beren had namelijk eerst zijn stappen naar Nargothrond gewend, de woonplaats van Finrod, en de heer ervan (Finrod) had beslist dat hij Beren persoonlijk ging helpen.
In de donkere kerkers van Sauron stierf Finrod, en net op het punt dat Beren ook dreigde te sterven, kwam Lúthien met de grote wolfshond uit Valinor Huan. Over hem was de voorspelling gedaan dat hij alleen gedood kon worden door de grootste wolf ooit. Sauron wist dit en veranderde zelf in een wolf, maar Huan was sterker en Sauron werd verslagen, maar Lúthien zei tegen Huan dat hij Sauron moest laten gaan, en Sauron ging naar Angband. Zo werd Beren gered en het eiland van de wolven bevrijd van Saurons kwaadaardigheid.
Nu sloegen ze de weg in naar Angband, want Lúthien had besloten hem te vergezellen. Voor Angbands poort werden ze tegengehouden door Carcharoth, een grote wolf, maar door de macht van Lúthien viel het monster in slaap. Toen ze voor de Troon van Morgoth kwamen, viel Morgoth eveneens in slaap. Zo kon Beren een Silmaril uit de kroon van de zwarte vorst meenemen. Maar toen ze buiten kwamen, ontwaakte Carcharoth, en hij beet de hand van Beren met de Silmaril erin af, maar omdat de Valar de edelstenen hadden gezegend, kon geen onrein vlees hen vasthouden, en de Silmaril die in de maag van de wolf zat bezorgde het ondier verschrikkelijke pijnen. Na het verlies van zijn hand kreeg Beren de bijnamen Erchamion, 'Eenhand' en Camlost, 'Leeghandige'.
Terug in Menegroth moest Beren weer voor Thingol komen om de Silmaril te laten zien. Hij liet zijn arm zien waar de hand van was afgebeten en deelde Thingol mee dat er een Silmaril in zijn hand lag. Thingol werd hierdoor tot medelijden geroerd en accepteerde Beren. Maar er was een groot onheil over Doriath gekomen: Carcharoth was gedreven door pijn in het Bewaakte Rijk terechtgekomen. Hiervoor besloot Thingol de wolf te achtervolgen. Beren ging op jacht met de Elfen Mablung en Beleg Cúthalion. Ook Huan nam deel aan de jacht. Toen ze de wolf vonden, versloeg Huan hem, maar de dappere hond was gebeten door een giftige tand van de wolf, en ten gevolge hiervan stierf Huan, de wolfshond van Valinor. Maar ook Beren was dodelijk gewond en stierf. Overmand door verdriet raakte Lúthien in een diepe slaap en haar geest verliet haar lichaam, om op zoek te gaan naar Beren in de Zalen van Mandos.
In de Zalen van Mandos zong Lúthien een klaagzang, en Mandos kreeg medelijden met haar. Ze vroeg daarop aan Mandos of ze sterfelijk kon worden, en met Beren naar Midden-aarde terugkeren en daar voor een tweede keer te sterven, en Mandos willigde dit verzoek in.
Terug in Midden-aarde, gingen Beren en Lúthien op Tol Galen wonen, een eiland in de rivier de Adurant. Hier kregen ze een zoon, Dior, en in hem waren drie geslachten verenigd: Elf, Mens en Maia. Terwijl Beren en Lúthien verbleven op Tol Galen werd Doriath vernietigd door Dwergen, die Thingol doodden en de Silmaril meenamen naar hun woonplaats. Toen Beren dit te horen kreeg overviel hij de Dwergen en nam hij de Silmaril weer terug en gaf hem aan Lúthien. Dior vertrok toen naar het verwoeste Doriath. Hij liet het herrijzen en nam de regering op zich als erfgenaam van Thingol. Na enkele jaren kwam er een boodschapper met een kistje met de Silmaril erin, en dit was het teken dat Beren en Lúthien gestorven waren.